# Championnat du Mozambique de football 2006
Navigation
Saison 2005 Saison 2007
La saison 2006 du Championnat du Mozambique de football est la trentième édition du championnat de première division au Mozambique. Les douze meilleurs clubs du pays sont regroupés au sein d'une poule unique où ils s'affrontent deux fois, à domicile et à l'extérieur. En fin de saison, pour permettre le passage du championnat à 14 formations, le dernier est relégué et remplacé par les trois meilleurs clubs de deuxième division tandis que l'avant-dernier doit disputer un barrage de promotion-relégation face aux seconds de chacun des trois groupes de D2.
C'est le Grupo Desportivo de Maputo qui remporte le championnat cette saison après avoir terminé en tête du classement final, avec neuf points d'avance sur le tenant du titre, Clube Ferroviario de Maputo et douze sur le CD Costa do Sol. C'est le sixième titre de champion du Mozambique de l'histoire du club, le premier depuis onze ans. Le Desportivo réussit même le doublé en s'imposant en finale de la Coupe du Mozambique face au GD Companhia Têxtil do Punguè.

## Les clubs participants
| - CD Costa do Sol - CD Maxaquene - Chingale de Tete - Clube Ferroviario de Maputo - Académica de Maputo - GD Companhia Têxtil do Punguè | - Clube Ferroviario de Nampula - Benfica de Quelimane - Promu de D2 - Clube Ferroviário da Beira - Sporting de Nampula - Promu de D2 - Grupo Desportivo de Maputo - Estrela Vermelha de Maputo - Promu de D2 |

## Compétition

### Classement
Le barème utilisé pour établir le classement est le suivant :
- Victoire : 3 points
- Match nul : 1 point
- Défaite, forfait ou abandon : 0 point

| Rang | Équipe                        | Pts | J  | G  | N | P  | Bp | Bc | Diff |
| ---- | ----------------------------- | --- | -- | -- | - | -- | -- | -- | ---- |
| 1    | Grupo Desportivo de MaputoC   | 47  | 22 | 14 | 5 | 3  | 33 | 8  | +25  |
| 2    | Clube Ferroviário de MaputoT  | 38  | 22 | 11 | 5 | 6  | 22 | 14 | +8   |
| 3    | CD Costa do Sol               | 35  | 22 | 9  | 8 | 5  | 17 | 9  | +8   |
| 4    | Clube Ferroviário da Beira    | 32  | 22 | 8  | 8 | 6  | 16 | 12 | +4   |
| 5    | Académica de Maputo           | 30  | 22 | 7  | 9 | 6  | 17 | 19 | -2   |
| 6    | GD Companhia Têxtil do Punguè | 29  | 22 | 7  | 8 | 7  | 14 | 17 | -3   |
| 7    | Chingale de Tete              | 29  | 22 | 7  | 8 | 7  | 13 | 13 | 0    |
| 8    | Clube Ferroviário de Nampula  | 27  | 22 | 6  | 9 | 7  | 16 | 17 | -1   |
| 9    | CD Maxaquene                  | 26  | 22 | 6  | 8 | 8  | 14 | 14 | 0    |
| 10   | Benfica de QuelimaneP         | 25  | 22 | 6  | 7 | 9  | 12 | 21 | -9   |
| 11   | Estrela Vermelha de MaputoP   | 24  | 22 | 6  | 6 | 10 | 13 | 24 | -11  |
| 12   | Sporting de NampulaP          | 10  | 22 | 1  | 7 | 14 | 7  | 26 | -19  |

|  | Qualification pour la Ligue des champions de la CAF 2007                                        |
|  | Qualification pour la Coupe de la confédération 2007                                            |
|  | Participation au barrage de promotion-relégation                                                |
|  | Relégation directe en deuxième division                                                         |
|  | T : Tenant du titre C : Vainqueur de la Coupe du Mozambique P : Club promu de deuxième division |

### Barrage de promotion-relégation
Le 11e de Moçambola affronte les trois seconds des groupes de deuxième division au sein d'une poule unique. Seul le premier accède ou se maintient parmi l'élite.
| Rang | Équipe                                  | Pts | J | G | N | P | Bp | Bc | Diff |  | Résultats (▼ dom., ► ext.)              | est | Atl | Tex | Nac |
| ---- | --------------------------------------- | --- | - | - | - | - | -- | -- | ---- |  | --------------------------------------- | --- | --- | --- | --- |
| 1    | Estrela Vermelha de Maputo              | 9   | 3 | 3 | 0 | 0 | 6  | 0  | +6   |  | Estrela Vermelha de Maputo              |     | 1-0 | 3-0 | 2-0 |
| 2    | Clube Atlético Muçulmano da Matola (D2) | 6   | 3 | 2 | 0 | 1 | 7  | 3  | +4   |  | Clube Atlético Muçulmano da Matola (D2) |     |     | 4-1 | 3-1 |
| 3    | Textáfrica do Chimoio (D2)              | 3   | 3 | 1 | 0 | 2 | 3  | 8  | -5   |  | Textáfrica do Chimoio (D2)              |     |     |     | 2-1 |
| 4    | Grupo Desportivo de Nacala (D2)         | 0   | 3 | 0 | 0 | 3 | 2  | 7  | -5   |  | Grupo Desportivo de Nacala (D2)         |     |     |     |     |

## Bilan de la saison
| Championnat du Mozambique de football 2006                             |                                       |
| Champion                                                               | Grupo Desportivo de Maputo (6e titre) |
| Coupes et trophées                                                     |                                       |
| Vainqueur de la Coupe du Mozambique 2006                               | Grupo Desportivo de Maputo            |
| Qualifications continentales                                           |                                       |
| Ligue des champions de la CAF 2007                                     | Grupo Desportivo de Maputo            |
| Coupe de la confédération 2007                                         | GD Companhia Têxtil do Punguè         |
| Promotions et relégations                                              |                                       |
| Promus en Moçambola                                                    | FC Lichinga                           |
| Promus en Moçambola                                                    | Liga Desportivo Muçulmana de Maputo   |
| Promus en Moçambola                                                    | Benfica de Macúti                     |
| Relégués en Championnat du Mozambique de football de deuxième division | Sporting de Nampula                   |